# Nick Nuyens
Nick Nuyens (Lier, 5 de maig de 1980) és un ciclista belga, professional des del 2003 al 2014.
La seva principal victòria l'ha aconseguit en vèncer el Tour de Flandes de 2011, en batre a l'esprint a Sylvain Chavanel i Fabian Cancellara. Altres victòries destacades són la Kuurne-Brussel·les-Kuurne, l'Omloop Het Volk, la París-Brussel·les o l'A través de Flandes.

## Palmarès
- 2001
  - 1r a la Volta al Brabant flamenc i vencedor d'una etapa
- 2002
  -  Campió de Bèlgica sub-23 en ruta
  - 1r al Tour de Flandes sub-23
  - 1r als Dos dies del Gaverstreek i vencedor d'una etapa
- 2003
  - 1r a la Nationale Sluitingsprijs
- 2004
  - 1r a la Ster Elektrotoer i vencedor d'una etapa
  - 1r a la París-Brussel·les
  - 1r al Gran Premi de Valònia
  - 1r al Gran Premi de la Indústria i el Comerç de Prato
- 2005
  - 1r al Tour of Britain i vencedor de 2 etapes
  - 1r al Gran Premi de Valònia
  - 1r a l'Omloop Het Volk
- 2006
  - 1r a la Kuurne-Brussel·les-Kuurne
  - Vencedor d'una etapa de la Volta a Suïssa
- 2007
  - 1r a l'Étoile de Bessèges i vencedor d'una etapa
  - Vencedor d'una etapa del Tour del Benelux
- 2009
  - 1r al Gran Premi de Valònia
  - 1r a l'Omloop Mandel-Leie-Schelde
- 2010
  - Vencedor d'una etapa de la Volta a Àustria
- 2011
  - 1r al Tour de Flandes
  - 1r a l'A través de Flandes

### Resultats al Tour de França
- 2007. Abandona (17a etapa)
- 2012. 121è de la classificació general

### Resultats al Giro d'Itàlia
- 2005. Abandona (13a etapa)
- 2008. Abandona per caiguda (4a etapa)

### Resultats a la Volta a Espanya
- 2008. 78è de la classificació general
- 2010. 127è de la classificació general
- 2011. 161è de la classificació general